# Lars Olsen
Lars Christian Olsen (* 2. února 1961, Glostrup) je bývalý dánský fotbalista. Nastupoval většinou na postu středního obránce. V současnosti je trenérem reprezentace Faerských ostrovů.
S dánskou reprezentací vyhrál mistrovství Evropy roku 1992, kde mužstvo vedl jako kapitán. Hrál též na evropském šampionátu 1988 a 1996. Celkem za národní mužstvo odehrál 84 zápasů, v nichž vstřelil 4 góly.
S Brøndby IF se stal šestkrát mistrem Dánska (1985, 1987, 1988, 1990, 1991, 1995–96) a jednou získal dánský fotbalový pohár (1988/89). S Trabzonsporem vybojoval pohár turecký (1991/92).
Roku 1988 byl vyhlášen dánským fotbalistou roku.